# Constantin Amilakvari
Pour les articles homonymes, voir Amilakhvari.
Constantin Amilakvari (ou Amilakhvari, დიმიტრი ამილახვარი en géorgien ; 14 mai 1904 à Gori, alors en Russie - 4 août 1943 à Paris 13e) est un militaire français prince de Georgie, ayant servi à la Légion étrangère. Il est décédé des suites de ses blessures alors qu'il combattait dans les rangs de la Légion des volontaires français contre le bolchevisme.

## Biographie
Frère ainé de Dimitri Amilakvari, officier de Légion étrangère, Constantin s'engage pour 5 ans à la Légion étrangère le 29 juin 1928 sous le nom de Georges Eliko.
Il sert alors aux 1er Régiment étranger, puis au 2e et 1er Régiment étranger de cavalerie. Il combat en Tunisie et au Maroc.
Il est cité à l’ordre de la brigade avec croix de guerre des TOE en 1932 et titulaire de la Médaille coloniale avec agrafes « Sahara » et « Maroc ». Il est chevalier du Ouissam Alaouite. 
Il quitte la Légion sur sa demande, avec le grade d’adjudant, le 17 juil. 1941.

## Distinctions
|  |  |  |

- Croix de guerre des Théâtres d'opérations extérieurs (1 citation),
- Médaille coloniale avec agrafes « Tunisie » et « Maroc »,
- Officier de l'ordre du Ouissam alaouite.